# Östra kyrkogården, Karlskoga
För andra betydelser, se Östra kyrkogården.
Östra kyrkogården är en begravningsplats på Brickegårdsvägen i nordöstra Karlskoga mellan stadsdelen Bråten och Svartälven. Den invigdes 1945 och var den tredje begravningsplatsen i Karlskoga kommun, efter Gamla kyrkogården och Skogskyrkogården i centrala Karlskoga.
Begravningsplatsen är med sina 13 200 gravplatser störst i Karlskoga kommun, räknat i antalet gravplatser, före Skogskyrkogården som har 400 färre.

## Historik
Beslutet om att anlägga en ny kyrkogård fattades 1941. Begravningsplatsen utformades efter ritningar av Åke Porne och stadsträdgårdsmästare Carl Fredby.
Invigningen, 1945, förrättades av biskop Arvid Runestam.
Sedan 1993 gravsätts också icke-kristna i ett av kyrkogårdskvarteren. På kyrkogården finns också en minneslund sedan 1977 och en askgravlund sedan 2015.